# Diocese de Zé Doca
A Diocese de Zé-Doca (Dioecesis Zedocanus), é uma circunscrição eclesiástica da Igreja Católica, criada no dia 5 de julho de 1951. A sede está na cidade de Zé Doca, Maranhão.

## História
A Prelazia de Cândido Mendes, futura diocese de Zé Doca, foi criada em 13 de outubro de 1961, quando o Papa João XXIII, por meio da Bula Quo Christus Iesus, a desmembrou da então prelazia de Pinheiro. Seu primeiro bispo prelado foi Dom Guido Maria Casullo, que faleceu em 10 de janeiro de 2004, em Fortaleza.
No dia 13 de outubro de 1983, o Papa João Paulo II, por meio da bula In Brasilia praelatura, elevou a Prelazia de Cândido Mendes à categoria de diocese.
Dom Guido Maria Casullo tomou-se o primeiro bispo diocesano da Diocese de Cândido Mendes e exerceu o ministério episcopal até o ano de 1985. O segundo bispo diocesano foi Dom Walmir Alberto Valle, do Instituto Missões Consolata (IMC), sendo eleito bispo diocesano em 5 de novembro de 1985, e ordenado pelo Papa João Paulo II, em 6 de janeiro de 1986, em Roma. Dom Walmir tomou posse da Diocese de Cândido Mendes, com residência em Zé Doca, no dia 2 de março de 1986.
Em 1991, a sede da diocese foi transferida para a cidade de Zé Doca, onde Dom Walmir residiu e exerceu o ministério episcopal até 2002, quando foi transferido para a Diocese de Joaçaba.
Na vacância da sede foi escolhido pelo Colégio dos Consultores, Padre Sebastião Lima Duarte como administrador diocesano.
O terceiro bispo diocesano é o italiano, Dom Carlo Ellena, o qual foi nomeado bispo diocesano de Zé Doca, em 18 de fevereiro de 2004, pelo Papa João Paulo II, e ordenado bispo no dia 12 de junho de 2004, em praça pública, na cidade de Zé Doca.
O atual bispo diocesano é missionário dos Oblatos, Jan Kot O.M.I., o qual foi nomeado bispo diocesano de Zé Doca, em 23 de julho de 2014, pelo Papa Francisco.

## Bispos
|        | Nome                      | Período       | Notas                              |
| Bispos | Bispos                    | Bispos        | Bispos                             |
| ------ | ------------------------- | ------------- | ---------------------------------- |
| 4.º    | Jan Kot, OMI              | 2014–presente |                                    |
| 3.º    | Carlo Ellena              | 2002–2014     |                                    |
| 2.º    | Walmir Alberto Valle, IMC | 1985–2002     | Nomeado Bispo-coadjutor de Joaçaba |
| 1.º    | Guido Maria Casullo       | 1965–1985     |                                    |